# Arrondissement Charolles
Arrondissement Charolles je francouzský arrondissement ležící v departementu Saône-et-Loire v regionu Burgundsko. Člení se dále na 13 kantonů a 136 obcí.

## Kantony
- Bourbon-Lancy
- Charolles
- Chauffailles
- Digoin
- Gueugnon
- La Clayette
- La Guiche
- Marcigny
- Palinges
- Paray-le-Monial
- Saint-Bonnet-de-Joux
- Semur-en-Brionnais
- Toulon-sur-Arroux